# 自然環境保全法
自然環境保全法（しぜんかんきょうほぜんほう、昭和47年6月22日法律第85号）は、自然環境の保全に関する法律である。

## 歴史
もとは日本国民の健康で文化的な生活を確保するために、1972年に制定された。いくつかの自然環境にたいする「保全地域」が指定できる。さらに保全の対象ごとに「野生動植物保護地区」などの「特別地区」を設けることができる。
自然保護に関する法律は、明治時代から存在した。富国強兵による、都市の無秩序な開発や殖産興業政策によって、急速に自然景観や貴重な動植物が失われていったため、自然保護のための法律が整備されていった。1895年（明治28年）に狩猟法（野生鳥獣の保護のため）、1897年（明治30年）に森林法（森林の保全のため）、1919年（大正8年）に史蹟名勝天然紀念物保存法、1931年（昭和6年）に国立公園法（景勝地の保護と利用のため）などが整備された。その後、時代の変化とともに改正が行われた。
1960年代になると、経済の高度成長に伴った国土の開発が、広域化・大規模化してきた。これまで自然保護のための開発規制等は個別の法律で対応してきたのであるが、このような背景の中では自然保護のための施策は十分でなくなってきた。そこで、自然保護のための基本理念を明確にし、自然保護の政策を強化するため、1972年に自然環境保全法が制定された。
しかし、動植物を損傷する行為を禁止していなかったため、1989年におこった「朝日新聞珊瑚記事捏造事件」では、社会的非難を集めた事件にもかかわらず、関係者は不起訴処分となり刑事罰を受けることは無かった。この状況に対応するため、1990年に損傷も禁止する規定に改正（平成2年法律第26号）された。
1993年には、複雑化・地球規模化する環境問題に対応できるように、環境基本法が制定された。環境基本法の制定に伴い、自然環境保全法の理念に関する条文の一部が環境基本法に移行され、2010年には、自然環境保全地域における生態系維持の回復事業に関する規定が創設された。

## 内容
自然公園法やその他の自然環境の保全のための法律と共に自然環境の適正な保全を総合的に推進することを目的としている。
- 自然環境保全基本方針の制定
- 原生自然環境保全地域の指定と保全
- 自然環境保全地域の指定、保全および生態系維持回復事業
- 都道府県による自然環境保全地域の指定と保全

## 構成
- 第1章 - 総則（第1条~第11条）
- 第2章 - 自然環境保全基本方針及び自然環境保全審議会（第12条・第13条）
- 第3章 - 原生自然環境保全地域
  - 第1節 - 指定等（第14条~第16条）
  - 第2節 - 保全（第17条~第21条）
- 第4章 - 自然環境保全地域
  - 第1節 - 指定等（第22条~第24条）
  - 第2節 - 保全（第25条~第30条）
  - 第3節 - 生態系維持回復事業（第30条の2~第30条の5）
  - 第4節 - 雑則（第31条~第35条）
- 第5章 - 雑則（第36条~第44条）
- 第6章 - 都道府県自然環境保全地域及び都道府県自然環境保全審議会（第45条~第51条）
- 第7章 - 補則（第52条）
- 第8章 - 罰則（第53条~第58条）
- 附則

## 主務官庁
- 環境省